# Schwedischer Wohlfahrtsstaat
Der schwedische Wohlfahrtsstaat (in seinen Ursprüngen auch als „folkhemmet“ (Volksheim) bezeichnet) wurde als politisches Projekt ab den 1930er Jahren aufgebaut. In dieser Zeit ist der Begriff eng mit Ministerpräsident Per Albin Hansson verbunden, der den Begriff folkhemmet in einer Reichstagsdebatte im Jahre 1928 aufgriff und zu einem konkreten politischen Programm machte. Seinen Höhepunkt erreichte er in den 1970er Jahren, als er alle Bürger vom Kleinkind (über die kommunale Kinderfürsorge) bis zum Rentner (über die kommunale Altenfürsorge) erfasste. Die Schattenseite dieses Systems war, dass es zu Grenzsteuersätzen über 100 % führte. Astrid Lindgren, die auf ihre Einkommen 100,1 % Einkommensteuern bezahlen sollte, beschrieb dies in dem Zeitungsartikel „Pomperipossa in Monismanien“. Die auf den Artikel folgende politische Diskussion soll zum Wahlverlust der Sozialdemokraten in den Reichstagswahlen 1976 nach 44 Jahren sozialdemokratischer Herrschaft beigetragen haben.
Die hinter dem schwedischen Wohlfahrtsstaat stehenden gesellschaftspolitischen Grundannahmen werden auch als „schwedisches Modell“, „Dritter Weg“, oder Rehn-Meidner-Modell bezeichnet.
Durch die Bankenrettungen infolge der schwedischen Bankenkrise von 1990 bis 1992 kam es zu einschneidenden Veränderungen, insbesondere zu einer Kürzung vieler Sozialleistungen. Die erwartete demografische Entwicklung führte zu einem radikalen Umbau des Rentensystems, das an die wirtschaftliche Entwicklung gekoppelt war.
Die Finanzierung des Wohlfahrtsstaates erfolgt teils durch die Einkommensteuern, die von den Gemeinden und Provinziallandtagen erhoben werden, teils durch Arbeitgeberabgaben von derzeit (2018) 31,42 % des Bruttolohns.

## Historischer Überblick
In Schweden lassen sich erste Ansätze der sozialen Absicherung bereits im 16. Jahrhundert finden. Damals war das System der Brukssamhällen weit verbreitet. Nachdem ganz Skandinavien im frühen 20. Jahrhundert noch als ärmste Region Europas und auch für seine daraus resultierende hohe Anzahl an Auswanderern bekannt war, setzte auch in Schweden, bedingt durch die Industrialisierung, bis 1910 ein rascher Aufschwung und eine Hebung des Lebensstandards ein (er war schon damals einer der höchsten im weltweiten Vergleich). So wurde 1913 ein universelles Rentensystem eingeführt, das in der politischen Landschaft Schwedens große Unterstützung aller politischen Lager genoss. Auch der Ausbruch des Ersten Weltkriegs hatte durch den dadurch erhöhten Bedarf an Rohmaterialien einen stimulierenden Effekt auf die schwedische Wirtschaft. Gedämpft wurde diese Entwicklung durch eine Finanz- und Strukturkrise und einen wirtschaftlichen Rückgang in den 1920er-Jahren. In diesen Jahren findet die erste Bezeichnung des Wohlfahrtsstaates ihren Ursprung: folkhemmet – das Volksheim. Die Metapher wurde durch die Sozialdemokraten der „Sveriges socialdemokratiska arbetareparti“, kurz SAP, allen voran Per Albin Hansson, der 1932 Premierminister werden sollte, in den politischen Diskurs eingebracht.

## Elternversicherung und Kinderversorgung
Ein Teil der Familienpolitik ist die Elternversicherung, die Verdienstausfälle der Eltern während der Pflege von Kleinkindern abdeckt. Sie umfasst 16 Monate, wovon zwei Monate an den Vater und zwei Monate an die Mutter gebunden sind. Die Elternversicherung zahlt 80 % des bisherigen Einkommens, jedoch höchstens 2980 Euro brutto. Von 2008 bis 2016 hatten die Gemeinden auch die Möglichkeit, nach dem Ablauf der Elternversicherung einen Beitrag von 320 Euro pro Monat an die Eltern zu zahlen, die weiterhin mit ihren Kindern zu Hause bleiben wollen, anstatt die öffentliche Kinderversorgung in Anspruch zu nehmen. Dies war bis zum vollendeten dritten Lebensjahr möglich.
Ab dem zweiten Lebensjahr des Kindes haben die Familien Anspruch auf öffentliche Kinderbetreuung. Der frühere Kindergarten wurde 1998 durch die Vorschule für 1- bis 5-Jährige abgelöst (mit eigenem Lehrplan und unter Aufsicht des Zentralamtes für Schulwesen), die neben der Kinderbetreuung auch einen pädagogischen Auftrag hat. Daneben gibt es Kindertagesstätten, in die 13 % der betreuten Kinder gehen. 42 % der einjährigen Kinder und 78 % der zweijährigen Kinder besuchten im Jahr 2000 Kinderbetreuungsstätten. Für Kinder in der Vorschulklasse und in der Grundschule gibt es Freizeitheime, die im Jahr 2000 von 66 % der Kinder zwischen 6 und 9 Jahren besucht wurden. Die Betreuungseinrichtungen sind gebührenpflichtig, wobei sich die Gebühren nach dem Einkommen der Eltern richten. Der Besuch der Vorschule ist jedoch gemäß Schulgesetz bis zu 525 Stunden im Jahr kostenfrei; dies gilt ab dem Herbst des Jahres, in dem das Kind das dritte Lebensjahr vollendet.
Eine weitere familienpolitische Leistung ist das allgemeine Kindergeld (zurzeit (2017) 110 Euro pro Monat) für jedes Kind bis zum vollendeten 16. Lebensjahr. Mehrkindfamilien erhalten eine zusätzliche Unterstützung, die mit der Anzahl der Kinder progressiv ansteigt (16 Euro bei zwei Kindern, 440 Euro bei sechs Kindern). Das Kindergeld ist steuerfrei.

## Ausbildung
Die Grenze zwischen Kinderbetreuung und Schule ist fließend, da schon die Vorschule (Kindergarten) zum Bildungssystem gehört. Die Schulpflicht beginnt mit 7 Jahren und umfasst die neunjährige Grundschule. Danach setzen die meisten Schüler ihre Ausbildung in der Gymnasialschule fort, in der sowohl die praktischen Berufe als auch die studienvorbereitenden Ausbildungen integriert sind (die Hilfsschulen sind Gymnasien, särskolgymnasium). Es gibt also keine Lehre im deutschen Sinne. Mehr als ein Drittel eines Jahrganges beginnt ein Hochschulstudium. Hierbei ist zu beachten, dass alle nachschulischen Ausbildungen nachgymnasial sind und daher nicht immer mit den deutschen Hochschulausbildungen zu vergleichen sind. Was in Deutschland also Berufsfachschule, Meisterausbildung oder Fach(hoch)schule ist, zählt in Schweden immer als Studium. Der Besuch aller dieser Bildungsinstitutionen ist für EU- und EFTA-Bürger gebührenfrei. Für alle anderen werden auf den nachgymnasialen Einrichtungen seit 2010 Studiengebühren fällig. In Ausnahmefällen kann auch das Gymnasium kostenpflichtig sein (wenn der Schüler in einer fremden Kommune zur Schule gehen will und die eigene Kommune die Kosten dafür nicht übernimmt).

## Arbeit und Arbeitslosigkeit
Schweden hat eine vergleichsweise hohe Erwerbsquote. Beinahe 50 % der Gesamtbevölkerung und 78 % der Einwohner zwischen 16 und 64 Jahren sind erwerbstätig. 48 % aller Erwerbstätigen sind Frauen. Das Arbeitsverhältnis für Arbeitnehmer ist durch Gesetze und Tarifverträge geregelt. Gesetzlich geregelt sind beispielsweise die normale Wochenarbeitszeit (40 Stunden), Mindesturlaub (5 Wochen), Kündigungsschutz, Mitbestimmung am Arbeitsplatz (im Gegensatz zu Deutschland gebunden an Gewerkschaften) und Gleichberechtigung, während Einkommen (kein gesetzlicher Mindestlohn) und andere Arbeitsbedingungen durch Tarifverträge geregelt werden.
Sozialpartner sind auf der Arbeitgeberseite der Verband schwedischer Unternehmen (Svenskt näringsliv) mit 48.000 Mitgliedsunternehmern, das Zentralamt für Arbeitgeberfragen (Arbetsgivarverket) für den staatlichen Bereich, sowie Sveriges kommuner och regioner für Gemeinden und Provinzen. Auf der Arbeitnehmerseite stehen ihnen die Gewerkschaften gegenüber, wovon der schwedische Gewerkschaftsbund Landsorganisationen i Sverige (LO) mit etwa 1,5 Millionen Mitgliedern die größte ist. Weitere Dachverbände sind die Zentralorganisation der Angestellten TCO mit 1,25 Millionen Mitgliedern und die Zentralorganisation Schwedischer Akademiker SACO mit etwa einer halben Million Mitgliedern. Der gewerkschaftliche Organisationsgrad liegt bei 68 % der Arbeitnehmer und gehört damit zu den höchsten der Welt (Jahr 2019). Sowohl der Verband schwedischer Unternehmen als auch die gewerkschaftlichen Dachverbände sind in branchenmäßige Einzelorganisationen gegliedert.
Die Arbeitslosenversicherung ist freiwillig und gehört nicht zum staatlichen Pflichtversicherungssystem. Die Arbeitslosenversicherung wird von Mitgliedskassen verwaltet und in der Regel von den Gewerkschaften geleitet (das Genter System). 75 % der Arbeitnehmer sind in einer freiwilligen Arbeitslosenkasse versichert.  Wer nicht Mitglied ist, aber zeitlich die Anwartschaft erfüllt, hat bei Arbeitslosigkeit Anspruch auf einen Grundbetrag aus der sogenannten Alphakasse,; der versteuert wird. Es gibt kein bedarfsabhängiges ALG (wie z. B. Hartz IV). Wer die Anwartschaft nicht erfüllt hat oder mit dem Geld der Alphakasse nicht auskommt, außerdem kein Erspartes hat (Freibeträge gibt es nicht), sowie Auto und Haus verkauft hat, kann zusätzlich Sozialhilfe (bedarfsabhängig) beantragen.
Pro Arbeitslosigkeitsperiode gibt es fünf Karenztage ohne jeglichen Anspruch auf Geldleistungen. Der Beitrag zur A-Kasse richtet sich nach dem Risiko der Arbeitslosigkeit, nicht nach dem Einkommen. So zahlt eine Putzfrau viermal so viel Beitrag wie ein Facharzt zur jeweiligen A-Kasse. Da Niedrigverdiener das höchste Risiko haben, aber am wenigsten in der Lage sind, Beiträge zur A-Kasse zu bezahlen, beziehen nur die Hälfte aller Arbeitslosen A-kassan. Das Geld ist zudem sehr oft nicht existenzsichernd. Das Niveau des Arbeitslosengeldes lag 2017 bei 80 % des letzten Einkommens, jedoch höchstens 910 Kronen (etwa 95 Euro) pro Arbeitstag, d. h. ca. 1900 Euro im Monat, und wird höchstens 300 Tage lang ausgezahlt (450 Tage, wenn Kinder unter 18 Jahren im Haushalt mitleben). Durch die Deckelung bezieht nur etwa jeder Zehnte die angestrebten 80 %. Das Arbeitslosengeld ist einkommensteuerpflichtig.
Die offizielle Arbeitslosigkeit lag in Schweden in den letzten Jahren oft höher als in anderen europäischen Ländern (so etwa im Mai 2015 bei 8,0 % – weitere 2,6 % waren zu diesem Zeitpunkt in staatlichen Arbeitsbeschaffungsmaßnahmen beschäftigt). Im Mai 2018 war die Arbeitslosenquote auf 6,2 % gesunken.

## Gleichstellung
In Schweden wird seit den 1970er Jahren eine aktive Gleichstellungspolitik betrieben, die ihren Ausdruck in einer Reihe von staatlichen Institutionen und Gesetzen fand (Gleichberechtigungsgesetz von 1991, das 2008 durch das allgemeinere Diskriminierungsgesetz ersetzt wurde). Kernstück der schwedischen Gleichstellungspolitik ist das staatliche Planziel, das jeder Einzelne durch Erwerbstätigkeit finanzielle Unabhängigkeit erlangen soll. Zur Erreichung dieses Ziels ist die Vereinbarkeit von Familie und Beruf über Fremdbetreuung durch staatliche Einrichtungen sicherzustellen. Nach Ansicht des dänischen Wohlfahrtstheoretikers Gøsta Esping-Andersen ist Schweden das Land, in dem die Gleichstellung am weitesten fortgeschritten ist.
Am stärksten durchgesetzt hat sich die Gleichstellungspolitik im öffentlichen Sektor und in der Politik. 44 % der Abgeordneten im Reichstag sind Frauen, in der Regierung sind es 50 %. Ähnlich ist die Situation in den Gemeinden (43,7 % Frauen) und Provinziallandtagen (49 % Frauen). Auch in den Verwaltungsräten öffentlicher Behörden liegt der Frauenanteil bei 47 %. Doch sind die Spitzenpositionen mehrheitlich von Männern besetzt. Dies gilt in noch höherem Grade für den privaten Sektor, wo der Anteil von Frauen in leitenden Positionen und Vorständen unter 10 % liegt, u. a. aufgrund des höheren Teilzeitarbeitswunsches der Frauen.
Der Anteil erwerbstätiger Frauen zwischen 20 und 64 Jahren liegt mit 76 % deutlich über dem europäischen Schnitt und ist beinahe gleich hoch wie der der Männer (81 %). Dennoch gibt es deutliche Unterschiede zwischen den Geschlechtern. Zum einen sind Frauen meist in einem begrenzten Sektor des Arbeitsmarktes und in weniger gut bezahlten Berufen zu finden, zum anderen sind ein Viertel der erwerbstätigen Frauen teilzeitbeschäftigt (aber nur 7 % der Männer). Das Gesetz schreibt Arbeitgebern zwar vor, Handlungspläne für gleichen Lohn für gleiche Arbeit aufzustellen, dennoch ist das Einkommen von Frauen in Schweden aufgrund der genannten Einflüsse (u. a. Teilzeit) geringer als das von Männern, wenn auch die Einkommensunterschiede wesentlich geringer ausfallen, als in den meisten anderen europäischen Ländern. Nach einer Untersuchung im Auftrag der Regierung beträgt die geschlechtsspezifische Lohndifferenz zwischen einem und acht Prozent und liegt damit in dem statistisch nicht signifikanten Bereich.
Ein wichtiger Aspekt der Gleichstellungspolitik ist die Familienpolitik. Gesetzgebung (Eherecht, Scheidungsrecht usw.) und das Sozialversicherungssystem sind die wichtigsten politischen Instrumente zur Gleichstellung im Familienleben.

## Gesundheitswesen und Krankenversicherung
Alle Einwohner (auch Ausländer, einschl. Asylbewerber) in Schweden haben Anspruch auf medizinische Versorgung und Krankenpflege. Für Asylbewerber gilt dies jedoch nur für medizinische Maßnahmen, die umgehend nötig sind und keinen Aufschub vertragen. Für Gesundheitswesen und Krankenversorgung sind die Provinziallandtage zuständig und sie wird mit direkten Einkommensteuern und Arbeitgeberabgaben finanziert. Bei Arztbesuchen, Behandlungen und Aufenthalten in Krankenhäusern und Pflegeeinrichtungen sowie ambulanter Pflege wird ab dem 18. Lebensjahr in Schweden grundsätzlich eine Gebühr fällig. Diese Gebühren werden von den jeweiligen Provinziallandtagen festgelegt und können sich zwischen den verschiedenen Provinzen unterscheiden. Für die Gebühren gibt es jeweils einen Höchstkostenschutz (Högkostnadsskydd). Auch Medikamente müssen grundsätzlich bis zu einem Höchstbetrag von 2850 Kronen pro Jahr selbst bezahlt werden (Stand 1. Januar 2024).
Zahnarztkosten werden teilweise von der Krankenversicherung abgedeckt. Die Zahnarztkosten müssen bis zu 320 Euro von den Patienten ab dem 20. Lebensjahr selbst bezahlt werden. Bei Beträgen zwischen 320 Euro und 1600 Euro zahlt die Krankenkasse die Hälfte zu, oberhalb von 1600 Euro beträgt die Zuzahlung 80 %. Bei der Berechnung der Zuzahlung wird allerdings eine Referenzpreisliste herangezogen, die für jede zahnärztliche Maßnahme einen Preis vorgibt. Der Zahnarzt ist jedoch nicht an diese Liste gebunden und kann einen höheren Preis verlangen. Für die Differenz zwischen Referenzpreisliste und wirklichem Preis werden keine Zuzahlungen gewährt, was bedeutet, dass der Patient diese in vollem Umfang selbst bezahlen muss.
Alle Erwerbstätigen haben im Rahmen der Krankenversicherung Anspruch auf Krankengeld als Ersatz für den Verdienstausfall (hierbei gibt es bis zu 10 Karenztage im Jahr), das 80 % des Gehalts bis zu einer jährlich festgelegten Obergrenze (zurzeit (2015) etwa 2.300 €) beträgt. Für Arbeitslose beträgt das Krankengeld maximal 1550 Euro. Das Krankengeld ist einkommensteuerpflichtig, die angegebenen Beträge sind Bruttobeträge. Das Krankengeld wird mit einem höheren Steuersatz als Einkommen aus Erwerbstätigkeit besteuert.
Bei dauerhafter Erwerbsminderung kann Anspruch auf eine Erwerbsminderungsrente (sjukersättning) bestehen. Dazu muss man mit großer Wahrscheinlichkeit eine dauerhafte Erwerbsminderung von mindestens 25 % haben. Die Erwerbsminderungsrente beträgt 64,7 % des durchschnittlichen Gehalts der letzten Jahre. Dabei werden die drei Jahre mit dem höchsten Einkommen der letzten 5–8 Jahre (gestaffelt nach Lebensalter) herangezogen. Die Obergrenze der Erwerbsminderungsrente liegt jedoch zurzeit (2017) bei ca. 1900 Euro. Die Erwerbsminderungsrente ist einkommensteuerpflichtig und wird höher besteuert als Einkommen aus Erwerbstätigkeit.
Das schwedische Gesundheitssystem wird oft für seine langen Wartezeiten kritisiert. So müssen zurzeit (2015) 14 % der Patienten mehr als 90 Tage warten, bis sie nach einer Überweisung einen Facharzt konsultieren können. Die Qualität des schwedischen Gesundheitswesens ist jedoch in internationalen Vergleichen sehr hoch.
Laut einer britischen Untersuchung aus dem Jahr 2022 standen im Schnitt 2,07 Krankenhausbetten pro 1.000 Einwohner zur Verfügung, was zu den schlechtesten Werten innerhalb der OECD zählte.

## Rentenversicherung und Altersfürsorge
Schweden hatte früh aufgrund niedriger Geburtsraten und hoher Lebenserwartung einen höheren Anteil älterer Bevölkerung. Der Anteil der Altersrentner liegt heute bei 20 %.
Aufgrund der demographischen und wirtschaftlichen Entwicklung wurde in Schweden 1999 ein neues Rentensystem eingeführt, das auf dem Lebenseinkommen basiert und an die volkswirtschaftliche und demographische Entwicklung geknüpft ist. Das System wird durch eine Garantierente für Personen mit geringen Anwartschaften aus Erwerbstätigkeit ergänzt. Eine zukünftige staatliche Pension liegt bei etwa 50 % des Gehaltes/Lohnes, bei höheren Einkommen deutlich darunter und wird durch Betriebspensionen und Zusatzpensionen ergänzt.
Das staatliche Rentensystem wird durch eine Abgabe von 18,5 % des Bruttolohnes finanziert. 16 % gehen in ein umlagefinanziertes System, 2,5 % in ein kapitalgedecktes. Die Abgabe ist dabei nicht variabel; nimmt beispielsweise die Arbeitslosigkeit oder die Zahl der Frührentner zu, können die Renten aus dem Umlagesystem langsamer steigen als die Einkommen oder sogar sinken.
Die Altersfürsorge fällt in Schweden in die Zuständigkeit des öffentlichen Bereichs. Es gibt schon seit den 1950er Jahren keine Unterhaltspflicht der Kinder gegenüber den Eltern. Provinziallandtage und Gemeinden sind verantwortlich für die Altenfürsorge. Häusliche Altenpflege und verschiedene Arten von institutioneller Pflege (Seniorenwohnungen, Seniorenresidenzen, Altenheime und Pflegeheime) werden von ihnen betrieben. Diese Leistungen werden zum größten Teil durch die Einkommensteuern, die von den Gemeinden und Provinziallandtagen erhoben werden, und durch staatliche Zuschüsse finanziert.
Renten sind einkommensteuerpflichtig. Zudem werden sie mit einem höheren Steuersatz besteuert als Arbeitseinkommen.

## Staatliche Wohnungsbaupolitik
In den 1940er Jahren hatte Schweden einen der niedrigsten Wohnungsstandards in Europa. Bis weit in die 60er Jahre waren viele Wohnungen ohne fließendes Wasser, Abfluss und Zentralheizung. 1965 wurde deshalb das so genannte Millionenprogramm (miljonprogrammet) beschlossen. Gemäß diesem Wohnungsbauprojekt sollten eine Million Mietwohnungen mit hohem Standard geschaffen werden; die Miete sollte dabei höchstens 20 % des Nettoeinkommens des jeweiligen Haushalts betragen, was den Baukosten eine Grenze setzte. Das Ziel wurde durch die Errichtung von Plattenbauten mit standardisierten Fertigelementen erreicht. Dabei konnten private Bauherren bis zu 85 %, kommunale Unternehmen bis zu 100 % der Baukosten vom Staat leihen. Obwohl private Bauunternehmer aufgrund der Mietbegrenzungen wenig interessiert an dem Projekt waren, wurde das Ziel, eine Million Wohnungen zu errichten, 1975 erreicht. Schnell kam auch Kritik an den Wohnungen auf. Aufgrund der Plattenbauweise entstanden sehr monotone Wohnsiedlungen. Außerdem wurden die Millionenprogrammsgebiete rasch von Geringverdienern und Sozialhilfeempfängern besiedelt und nicht vom „Durchschnittsschweden“, für den sie ursprünglich gedacht waren. Außerdem nahm in den 80er Jahren der Bau von Einfamilienhäusern schnell zu. Die Gründe dafür waren zum einen die hohe Inflation, die dafür sorgte, dass sich Kredite „von selbst“ tilgten, zum anderen die Tatsache, dass Kreditzinsen steuerlich absetzbar waren, was bei einem Grenzsteuersatz von 80 % für geringe Zinskosten sorgte. Die Vernachlässigung des Baus von weiteren Mietwohnungen hatte in der folgenden Zeit negative Folgen für den Wohnungsmarkt. So beträgt die durchschnittliche Wartezeit für eine Mietwohnung in Stockholm derzeit (2015) 8 Jahre und es befanden sich 2016 fast 560.000 Personen in der Warteschlange. Dem stehen 7000 vermittelte Wohnungen pro Jahr (2016) gegenüber. Dabei gilt es zu bedenken, dass Schweden, die in anderen Orten leben, sich „prophylaktisch“ in die Warteschlange einreihen, damit sie bei einem eventuellen Umzug in die Hauptstadt eine größere Chance auf eine Wohnung haben. Die Gemeinde Stockholm versuchte, diesem Trend mit einer jährlichen Gebühr von 25 Euro entgegenzuwirken.